# Прокопьев, Алёша
Алёша Проко́пьев (полное имя Алексе́й Петро́вич Прокопьев; род. 15 августа 1957, Чебоксары, Чувашская АССР, РСФСР, СССР) — русский поэт и переводчик чувашского происхождения. Лауреат премии Андрея Белого 2010 года в номинации «Перевод».

## Биография
Окончил отделение искусствоведения исторического факультета МГУ, долгое время работал ночным сторожем.
В 1996—2002 — руководитель семинара художественного перевода в Литературном институте.
Переводит поэзию с немецкого, шведского, английского, итальянского, чувашского языков. Среди переводившихся им авторов — Чосер, Спенсер, Мильтон, Уайлд, Дж. М. Хопкинс, Рильке, Тракль, Бенн, Гейм, Пауль Целан, Герта Мюллер, Тумас Транстрёмер, Ингер Кристенсен, Лиза Майер, Леннарт Шёгрен, Рагнар Стрёмберг, Гуннар Экелёф, Пернилла Берглунд, Давид Викгрен и другие.

## Участие в творческих и общественных организациях
- Член Содружества русскоязычных литераторов Германии (СЛоГ)[3]

## Публикации

### Сборники стихотворений
- Ночной Сторож. М.: Carte Blanche, 1991.
- День Един. М.: МОЛ СЛ РФ & Линор, 1995.
- Снежная Троя. М.: ОГИ, 2003.
- Метафизика одежды. Чебоксары: free poetry, 2015.

### Публикации отдельных стихотворений
- «Кругом бело. Всем ясно видно всех…»; De profundis. // Памир: литературно-художественный журнал, Душанбе. 1988. № 8.
- «Кругом бело. Всем ясно видно всех…». // Строфы века. Антология русской поэзии XX века / Сост. Е. А. Евтушенко. М.-Мн: Полифакт, 1994.
- Лунатик; Ночной сторож. // Самиздат века / Сост. А. И. Стреляный, Г. В. Сапгир, В. С. Бахтин, Н. Г. Ордынский. М.- Мн: Полифакт, 1997.
- Снежная Троя; «Кто смотрит вверх…»; Осень. // Новый Журнал, Нью-Йорк. Март 2000. № 218.
- «Тот блажен, кто не сам по себе…» // Время «Ч». Стихи о Чечне и не только. М.: Новое Литературное Обозрение, 2001.
- «Не до красок давно…» (с параллельным переводом на итальянский язык) // Signi di pace. a ceura di Otello Lottini. Roma: Università degli Studi Roma Tre, 2001
- «И ее ты отдашь за стихи?…»; «Двух я чувствую пульс стрекоз…»; «Ни в чем не изменявшая нигде…»; «Недалека дорога в никуда…»; «Облако, зашедшее за облако…». // Новый Журнал, Нью-Йорк. Июнь 2001. № 223.
- Антоновские яблоки; «Плавучий отблеск — сумрачный собрат…»; «Чтобы имя твое не вымолвить всуе…». // Новый Журнал, Нью-Йорк. Октябрь 2001. № 224.
- «Когда не тает на дорогах лед…»; Альба; Деревенская баллада; De profundis; На сон грядущим; «Мне нравится воздух прощальный…». // Новый Журнал, Нью-Йорк. Март 2002. № 226.
- Небо АИ; «Мы сыграем в футбол…»; Бессонница" // Новый Журнал, Нью-Йорк. Сентябрь 2003. № 232.
- Свет; «Лифт — полоса отчуждения…» // Новый Журнал, Нью-Йорк. Март 2004. № 235.
- Цикл стихотворений «Метафизика одежды». // Воздух. 2006. № 1.
- Цикл стихотворений «Метафизика одежды» (дополненный). // Лик : литературно-художественный журнал, Чебоксары. 2007. № 2.
- Poems / transl. Yan Probstein // Russian Free Verse. 2022.[4]

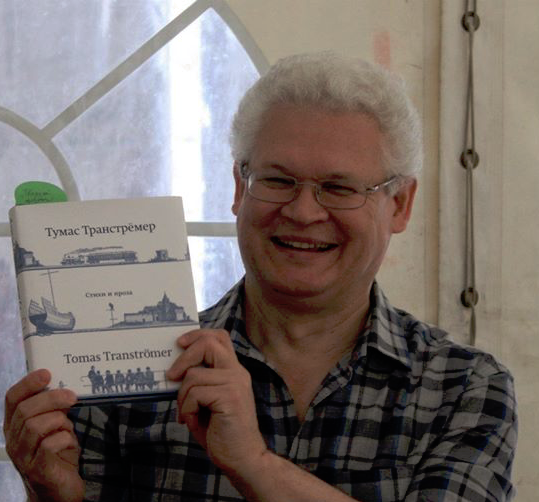
Поэт и переводчик Алёша Прокопьев с книгой переводов Тумаса Транстрёмера

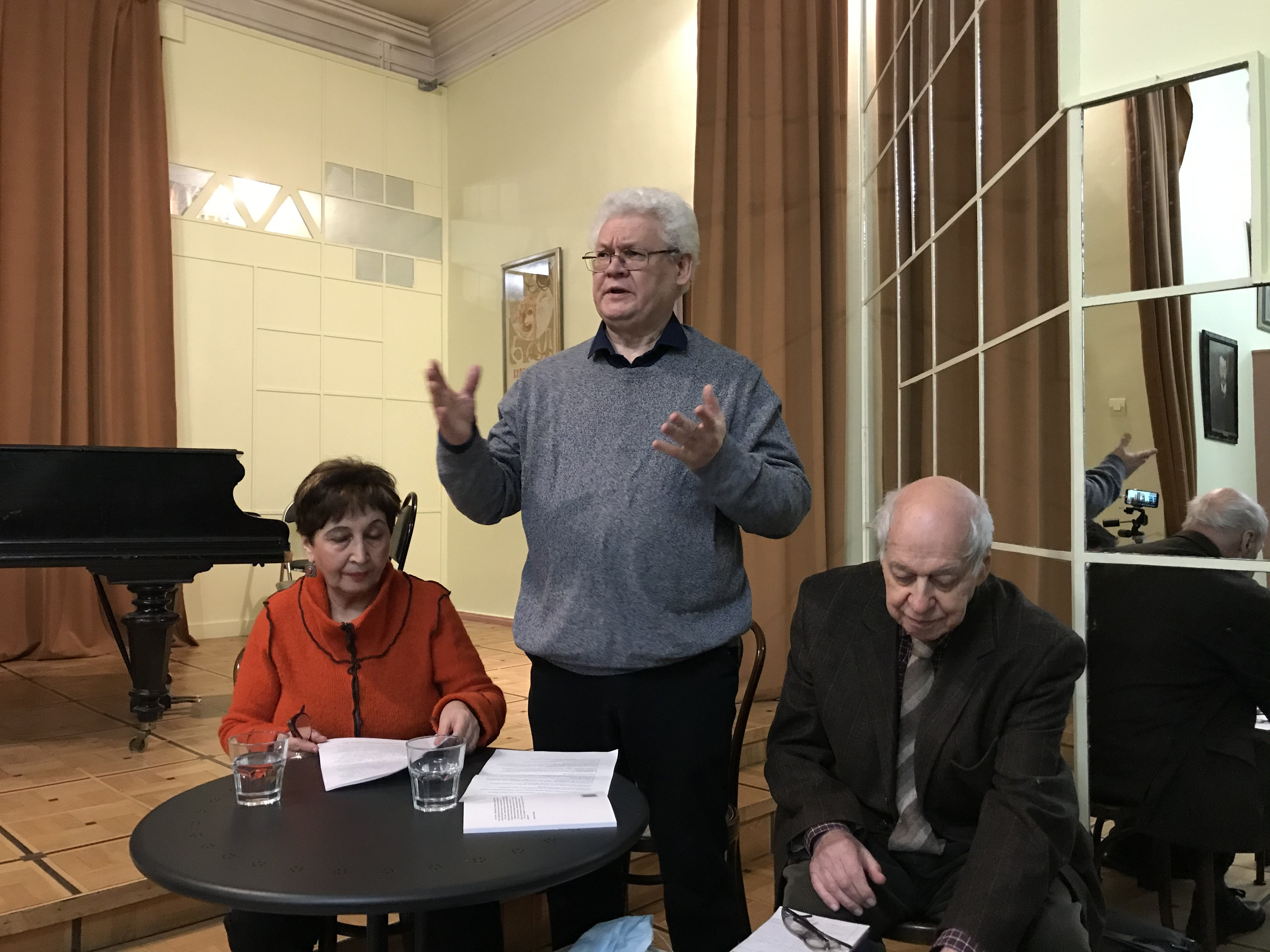
Алёша Прокопьев на вечере армянской поэзии в русских переводах в Музее серебряного века 25 февраля 2021 г. Слева поэтесса и художница Нинв Габриэлян, справа переводчик Евгений Солонович

### Переводы
- Эва Мартужи. Два стихотворения / пер. с латышского // Даугава. 1986. № 6.
- Инесе Зандере, Эва Мартужи, Стихотворения / пер. с латышского // Октава: Стихи молодых латышских поэтов. Рига: Лиесма, 1987.
- Карел Сис. Десять стихотворений / пер. с чешского // Родник, Рига. 1987. № 7.
- Фолькер фон Тёрне, Стихотворения / пер. с немецкого // Вести дождя. Поэзия ФРГ и Западного Берлина. М: Художественная Литература, 1987.
- Чувашские народные песни / пер. с чувашского // Литературная Россия. 1988. 23 сентября, № 38.
- Людвиг Уланд. Смерть отрока. Баллада / пер. с немецкого. // Людвиг Уланд. Стихотворения. М.: Художественная Литература, 1988.
- Йозеф Петерка. Студенческая одежка. Поэма / пер. с чешского // Родник, Рига. 1989. № 5.
- Георг Тракль, Георг Гейм. Стихотворения / пер. с немецкого // Родник, Рига. 1989, № 6.
- Ман Мохан Сингх, Ниссим Эзекииль, Притиш Нанди. Стихотворения / пер. с англ. // Индийская поэзия XX века, Т. 1-2. — М: Художественная литература, 1990.
- Ливиу Деляну, Стихотворения / пер. с румынского // Ливиу Деляну, Стихотворения. — Кишинев: Literatura artistică, 1990.
- Из чувашской обрядовой поэзии. Заговоры и заклинания / пер. с чувашского // «Аван-и», Российская чувашская газета, Чебоксары. 1991. № 15.
- Георг Гейм. Стихотворения / пер. с нем. // Поэзия. 1991. № 58.
- Гюнтер Кунерт. Стихотворения / пер. с нем. // Альманах немецкой литературы. Вып. 1. Иностранная Литература; Институт им. Гёте. М.: Известия, 1991.
- Ханс Магнус Энценсбергер. Стихи из книги «Музыка будущего», Михаэль Крюгер. Стихи из сборников «По ту сторону», «Голос с равнины» / пер. с нем. // Альманах немецкой литературы. Вып. 2. Иностранная Литература; Институт им. Гёте. М.: Известия, 1991.
- Николаус Шмидт, Франц Либхард, Вальдемар Бернхардт, Лота Берг, Вернер Боссерт, Дитер Шлезак, Ганс Матие, Рольф Боссерт, Клаус Хензель, Рената Шторх, Мариус Койти. Стихотворения / пер.с немецкого. // Лира семи городов. М.: Художественная Литература, 1992.
- Эзра Паунд. Стихотворения / пер. с английского. // Эзра Паунд, Избранные стихотворения. М. : Carte Blanche, 1992.
- Георг Гейм. Избранные стихотворения / Составление и пер. с нем. М.: Carte Blanche, 1993.
- Готфрид Бенн. Избранные стихотворения / Составление и пер. с нем. М.: Carte Blanche, 1994.
- Георг Тракль. Избранные стихотворения (71 стихотворение) / Составление и перевод с нем. // Ностальгия. 1994. № 18-21. Литературное приложение № 5.
- Георг Тракль. Избранные стихотворения / Составление и пер. с нем., предисловие и комментарии. — М.: Carte Blanche, 1994.
- Чувашская народная поэзия / Пер. с чувашского. // Лик Чувашии, Чебоксары. 1994. № 1-3.
- Георг Тракль. Стихотворения / пер. с нем. // Георг Тракль. Стихотворения. Проза. Письма / Состав. и коммент. А. Белобратова. — СПб.: Симпозиум, 1996.
- Жорж Брассанс. 3 песни / Пер. с французского совместно с Марком Фрейдкиным. // Жорж Брассанс. Избранные песни. — М. : Carte Blanche, 1996.
- Георг Рудольф Векерлин. 4 стихотворения. Мартин Опиц. 1 стихотворение / Пер. с нем. // Литературная Учеба. 1998. книга вторая, март-апрель.
- Райнер Мария Рильке. Готфрид Бенн. Георг Гейм. Георг Тракль / Пер. с нем. // Строфы Века — 2. Антология мировой поэзии в русских переводах XX века / Сост. Е. В. Витковский. М.: Полифакт. Итоги века, 1998.
- Райнер Мария Рильке. Часослов. Книга первая. Об иноческой жизни / Пер. с нем. // Райнер Мария Рильке. Собрание сочинений в З-х тт. Т.1. Харьков: Фолио; М.: АСТ, 1999.
- Райнер Мария Рильке. Стихотворение «О фонтанах» / Пер. с нем. — Там же.
- Жорж Брассанс. 2 стихотворения. Пер. с французского совместно с Марком Фрейдкиным. // Семь веков французской поэзии. / Сост. Е. В. Витковский — СПб.: Евразия, 1999.
- Райнер Мария Рильке. Часослов. Книга первая. Об иноческой жизни / Пер. с нем. // Райнер Мария Рильке. Часослов. Стихотворения. Харьков: Фолио; М.: АСТ, 2000.
- Райнер Мария Рильке. Стихотворение «О фонтанах» / Пер. с нем. — Там же.
- Оскар Уайльд. Стихотворения. Поэма «Humanitad»/ пер. с англ. // Оскар Уайльд. Полное собрание стихотворений и поэм./ Сост. Е. В. Витковский. СПб.: Евразия, 2000.
- Джон Мильтон. 19 сонетов / Пер. с английского. // Джон Мильтон. Возвращенный Рай. М.: Время, 2001.
- Эзра Паунд. 6 стихотворений / Пер. с английского. // Антология имажизма. / Общ. ред., предисл., послесл. А. Кудрявицкого. М.: Прогресс, 2001.
- Тумас Транстрёмер. Избранное / Пер с шведского. Bilingua. М.: ОГИ, 2002.
- Эзра Паунд. Стихотворения и избранные Cantos. СПб.: Владимир Даль, 2003.
- Оскар Уайльд. Стихотворения / пер. с англ. // Оскар Уайльд. Стихи. / Сост. К. Н. Атарова. М.: Радуга, 2004.
- Андреас Грифиус. 13 сонетов. / Пер. с немецкого. // Иностранная Литература. 2006. № 2.
- Андреас Грифиус, Фридрих Готлоб Клопшток, Иоганн Готфрид Гердер, Новалис, Георг Гейм / Пер. с немецкого; Джон Клэр / Пер. с английского. // Век Перевода. Антология русского поэтического перевода XXI века. М.: Водолей Publishers, 2006.
- Боб Ханссон. Стихотворение / Пер. с шведского. // Иностранная Литература. 2007. № 3.
- Ларс Микаэль Рааттамаа. Подделка от Raattamaa / Пер. с шведского. // Воздух. 2007. № 2.
- Рон Силлиман (Ron Silliman). Из «Китайской записной книжки»/ From The Chinese Notebook; Ты (часть XXXVI) / You (Part XXXVI) / Пер. с английского // Современная американская поэзия: Антология/ Составитель Эйприл Линднер. М.: ОГИ, 2007.
- Марк Доути (Mark Doty). Рассказ Билла/Bill`s Story; Нет/No; Небеса/Heaven / Пер. с английского // Современная американская поэзия: Антология/ Составитель Эйприл Линднер. М.: ОГИ, 2007.
- Роберт Маннинг из Брюнна / Robert Mannyng of Brunne (ок.1269-ок.1338). Похвала женщине. Пер. с английского // Семь веков английской поэзии. Кн. 1 / Сост. Е. В. Витковский. М.: Водолей Publishers, 2007.
- Джон Барбор / John Barbour (ок.1316 -ок.1395). Из поэмы «Брюс» / Пер. с английского // Семь веков английской поэзии. Кн. 1. / Сост. Е. В. Витковский. М.: Водолей Publishers, 2007.
- Уильям Лэнгленд / William Langland (ок.1332 −1385-86). Из поэмы "Видение о Петре-пахаре. Пер. с английского // Семь веков английской поэзии. Кн. 1 / Сост. Е. В. Витковский. М.: Водолей Publishers, 2007.
- Джеффри Чосер / Geoffrey Chaucer (ок.1343 −1400). Жалобная песнь Чосера / Пер. с английского // Семь веков английской поэзии. Кн. 1 / Сост. Е. В. Витковский. М.: Водолей Publishers, 2007.
- Эдмунд Спенсер / Edmund Spenser (ок.1552 −1599). Проталамион / Пер. с английского // Семь веков английской поэзии. Кн. 1 / Сост. Е. В. Витковский. М.: Водолей Publishers, 2007.
- Джон Клэр/John Klare (1793—1864). Мистер Стрекогуз; Песнь («Любовь жива…»); Пастушок; От старой калитки; Песнь (Пришла пора, спадёт жара…) / Пер. с английского // Семь веков английской поэзии. Кн. 2 / Сост. Е. В. Витковский. — М.: Водолей Publishers, 2007.
- Джэрард Мэнди Хопкинс/Gerard Manley Hopkins (1844—1889). Крушение «Deutschland». Пер. с английского // Семь веков английской поэзии. Кн. 3 / Сост. Е. В. Витковский. М.: Водолей Publishers, 2007.
- Обри Бердслей/Aubrey Beardsley (1872—1898). Баллада о брадобрее / Пер. с английского // Семь веков английской поэзии. Кн. 3 / Сост. Е. В. Витковский. М.: Водолей Publishers, 2007.
- Пер Вестберг (Per Wästberg) / Пер. с шведского // Пер Вестберг. Определение места. Per Wästberg. Determination of Place. Per Wästberg. Ortsbestämmning. Translated into English by Hildred Crill. Пер. с шведского Регины Дериевой и Алексея Прокопьева. Stockholm: Ars Interpres Publications, 2008.
- Альдо Нове. Мария (фрагмент поэмы) / Пер с итал. // Иностранная Литература. № 10. 2008.
- Лиза Майер (Lisa Mayer). Надпись на древесном листе / Пер. с нем. // Воздух. № 3. 2008.
- Хайнер Мюллер. Стихи из разных книг / Пер. с нем. // Иностранная Литература. № 10. 2009.
- Дурс Грюнбайн. Стихи из книги «Строфы на послезавтра» / Пер. с нем. // Иностранная Литература. № 10. 2009.
- Борис Шапиро. Стихи из книги «Только человек»/ Пер. с нем. // Иностранная Литература. № 10. 2009.
- Пауль Целан / Пер. с немецкого // Воздух. № 2. 2010.
- Герта Мюллер / Пер. с немецкого // Воздух. № 2. 2010.
- Ян Вагнер / Пер. с немецкого // Воздух. № 2. 2010.
- Джильберто Изелла. Из стихов для фестиваля Poestate 2010, Москва / Пер. с итальянского. // Воздух. № 3. 2010.
- Ингер Кристенсен. Стихотворение о смерти / Перевод с датского. // Иностранная Литература. № 3. 2010.
- Альфред Лихтенштейн. Стихотворения / Пер. с нем. // Иностранная Литература. № 4. 2011.
- Аугуст Штрамм. Стихотворения / Пер. с нем. // Иностранная Литература. № 4. 2011.
- Пауль Больдт. Стихотворения / Пер. с нем. // Иностранная Литература. № 4. 2011.
- Тумас Транстрёмер. Стихотворения / Перевод с шведского. // Иностранная Литература. № 1. 2012.
- Тумас Транстрёмер. Стихи и проза / Перевод с шведского. М.: О.Г.И., 2012
- Норберт Хуммельт (Norbert Hummelt). Побеги ежевики. 3 стихотворения / Пер. с нем. // Воздух. 2013. № 1-2.
- Ингер Кристенсен (Inger Christensen). Из книги «Свет» / Пер. с датского. // Воздух. 2014. № 4.
- Рагнар Стрёмберг (Ragnar Strömberg). Стихи / пер. с швед. // Иностранная литература. 2014. № 7. С.72—78
- Райнер Мария Рильке. Книга часов / Пер. с нем. М.: libra, 2015. 110 с.
- Ингер Кристенсен (Inger Christensen). Избранное / Пер. с датского А. Прокопьева и М. Горбунова. [Б. м.]: Ариэль, 2015. 144 с. (Serie malen; 08). ISBN 978-91-87605-20-8.
- Андреас Грифиус. Сонеты. Книги первая и вторая / Пер. с нем. М.: libra, 2016. 128 с.
- Берглунд, Пернилла (Pernilla Berglund). Сети / перевод с шведского под руководством Алёши Прокопьева и Микаэля Нюдаля. Чебоксары&Кноппарп: free poetry, 2016. 60 с.
- Викгрен, Давид (David Vikgren). Среди Нигде под названием Остров / перевод со шведского под руководством Алёши Прокопьева и Микаэля Нюдаля. Чебоксары&Кноппарп: free poetry, 2016. 32 с.
- Шёгрен, Леннарт (Per Lennart Sjögren). Избранные стихи / пер. с швед.; под руководством А. Прокопьева и М. Нюдаля. — Чебоксары: Free poetry, 2016. 40 с. (Свияжская мастерская по поэтическому переводу. Вып. 2)
- Шёгрен, Леннарт (Per Lennart Sjögren). Радость / Пер. с швед. // Воздух. 2016. № 1. С. 191—195.
- Время сердца. Переписка Ингеборг Бахман и Пауля Целана / Пер. с нем. А. Белобратова и Т. Баскаковой, перевод стихотворений Целана А.Прокопьева. М.: Ад Маргинем, 2016.
- Альде Нове. Мария / Пер. с итал. // Альдо Нове. Мария и новые бедные. М.: Свободное марксистское издательство, 2016. 168 с. ISBN 978-5-98063-027-0
- Пауль Целан. Мак и память / Пер. с нем. М.: libra, 2017. 76 с.
- Гуннар Экелёф (Gunnar Ekelöf). Избранное / Пер. с швед. под ред. Н. С. Воиновой, Н. А. Пресс, А. П. Прокопьева. СПб.: Порядок слов, 2018. 512 с.
- Герта Мюллер (Herta Müller) Как даме жить в пучке волос: Книга стихов. / Пер. с нем. Озолниеки: Literature without borders, 2018. 200 с. ISBN 978-9934-8708-4-2
- Ингер Кристенсен (Inger Christensen). Это (Det). Prologos (с сокращениями) / Пер. А. Прокопьева, послесл. М. Горбунова // Иностранная литература. 2018. № 9. С. 234—250.
- Ингер Кристенсен (Inger Christensen). Стихи и эссе / Пер. с датского А. Прокопьева и М. Горбунова. СПб.: Издательство Ивана Лимбаха; Кноппарт: Издательство «Ариэль», 2018. 720 с. ISBN 978-5-89059-342-9; ISBN 978-91-87605-40-6.
- Аарструп (Ареструп, Ореструп), Карл (Carl Ludvig Emil Aarestrup). 5 стихотворений / Пер. с датского. В эссе «Тень пережитого» // Ингер Кристенсен (Inger Christensen). Стихи и эссе / Пер. с датского А. Прокопьева и М. Горбунова. — СПб.: Издательство Ивана Лимбаха; Кноппарт: Издательство «Ариэль», 2018.
- Георг Хайм. Вечный день / пер. с нем. Алёши Прокопьева. М.: libra, 2020.
- «Морские» стихи Георга Хайма. Перевод, комментарии Алёши Прокопьева // Волга. 2020. № 9/10.
- Пауль Целан. Заросший лесом / пер. с нем. Алеши Прокопьева // СолоНеба. 20.11. 2020.
- Пауль Целан. От порога к порогу / пер. с нем. Алёши Прокопьева. — М.: libra, 2020. 64 с.
- Георг Хайм. Umbra vitae / Перевод Алёши Прокопьева. М.: libra, 2021. ISBN 978-5-6045872-7-0
- Ингеборг Бахман. Из книги «Время, ждущее часа» / пер. с нем. Алеши Прокопьева // Чёрные дыры букв. 2021. № 10.
- Ян Вагнер «Десять стихотворений» / пер. с нем. Алёши Прокопьева // Иностранная литература. 2021. № 5.
- Хопкинс, Джерард Мэнли. Крушение «Deutschland» / пер. с англ. Алёши Прокопьева // POETICA: Литературный онлайн-журнал. 2022. № 1.
- Кристиан Моргенштерн. Пальмстрём / пер. с немецкого. — М.: libra, 2022. 80 с. ISBN 978-5-6046947-2-5
- Пауль Целан. Решётка речи / пер. с немецкого. — М.: libra, 2022. 36 с. ISBN 978-5-6048184-1-1
- Пауль Целан. Стихи из сборника «Поворот дыхания» / пер. с нем.  // Перевод. 2024. № 1.  ISSN 3034-2643.
- Пауль Целан. Этого Никто Роза / пер. Алёши Прокопьева. — М.: libra, 2024. ISBN 978-5-6049756-9-5

### Статьи, эссе, рецензии
- Поэзия немецкого экспрессионизма. Эссе // Родник, Рига. 1989. № 6.
- Мир наничку, или Негероический пессимизм. Эссе о чувашском фольклоре // Лик Чувашии, Чебоксары. 1995. № 5-6.
- Опыт одного перевода: Стихотворение Рильке «Von den Fontänen» // Зоил, Киев. 1997. № 2.
- Георг Рудольф Векерлин. Мартин Опиц / Пер. с нем.; Несколько слов от переводчика. Мастерская художественного перевода. // Литературная Учеба. 1998. книга вторая, март-апрель.
- «Вам, красивым и русским, никогда не понять…» (Сеспель и Тракль) // Революция в художественном сознании начала XX века и поэзия Михаила Сеспеля. Материалы международной научной конференции, посвященной 100-летию со дня рождения поэта. Чебоксары: 18 октября 1999. Чебоксары: ЧГИГН, 2001.
- «Глазами и фоторезаком». Тумас Транстрёмер вспоминает // Ex Libris. 11 октября 2001. № 38 (210).
- Гармонист. Конькобег. Эссе (в составе «Путевого журнала») // Октябрь. 2002. № 12.
- Вчитываясь в Транстрёмера. Вступ. статья // Тумас Транстрёмер. Избранное / Пер с шведского. Bilingua. М.: ОГИ, 2002.
- Марианна Верёвкина (в соавторстве с Юрием Годованцем) // Иностранная Литература. № 4. 2011.
- Мерцающее авторство // Новый мир. 2020. № 7.
- О принципиальной (не)переводимости и пересборке (о переводе стихотворений Пауля Целана) // Новое литературное обозрение. 2020. 5 (165).

## Признание
- Лауреат премии Андрея Белого в номинации «Перевод» (2010)[5].
- Специальный диплом поэтической премии Anthologia (2018)[6]. С формулировкой «За просветительскую работу в области художественного перевода, за переводы последних лет (2016—2018) — Райнера Марии Рильке, Пауля Целана, Ингер Кристенсен, Герты Мюллер».
- Длинный список премии «Мастер» за лучший перевод 2018 года в номинации поэзия — за переводы Ингер Кристенсен и Герты Мюллер[7]
- Короткий список премии «Мастер» за лучший перевод 2018 года в номинации поэзия — за переводы Герты Мюллер[8]
- Лауреат литературной премии «Поэзия» в номинации «Поэтический перевод» (2020)[9][10].
- Премия «Мастер» за литературный перевод в номинации Поэзия (2021)[11]